# Portal Tomb

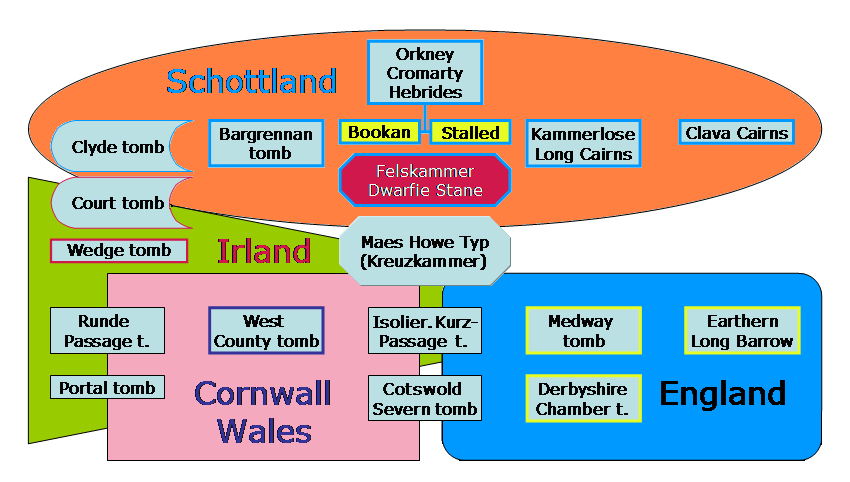
Britische Megalithik

Als Portal Tombs werden Megalithanlagen auf den Britischen Inseln bezeichnet, bei denen zwei gleich hohe, aufrecht stehende Steine die Vorderseite der Kammer bilden und mit dem Türstein und dem schwergewichtigen Deckstein (Browneshill-Dolmen im County Carlow: 100 t) den „Türrahmen“ bilden (in Form eines H). Der meist nur halbhohe Türstein steht, beziehungsweise stand, zwischen den Orthostaten am Eingang.

## Verbreitung in Irland
Portal Tombs stammen aus dem Neolithikum (3000 bis 2000 v. Chr.) und kommen in Irland, Cornwall und Wales vor.
Das Portal Tomb im Steinhügel zeigt Verbindungen mit den Court Tombs. Das wird durch Ähnlichkeit bei den Funden unterstützt: Töpferware und Speer- beziehungsweise Pfeilspitzen in Blatt- oder Pastillenform sowie Hohlschaber. In Irland überlappt sich der Verbreitungsraum der Portal Tombs bei mehr als zwei Drittel der Anlagen mit dem der Court Tombs. Sie sind in Ulster in den Countys Tyrone und Donegal besonders zahlreich. Eine große Gruppe liegt auch im östlichen Leinster. Die meisten Anlagen befinden sich in der Osthälfte Irlands (27 in Donegal, 23 in Tyrone, 14 in Waterford, 13 in Sligo und 12 in Cavan). Westlich der Linie Donegal–Cork sind nur etwa zwei Dutzend der etwa 185 bekannten Anlagen vertreten. Einige sind relativ leicht gebaut und innen ebenfalls winzig (Binn im County Donegal und Carrickacroy im County Cavan).

Portal Tombs
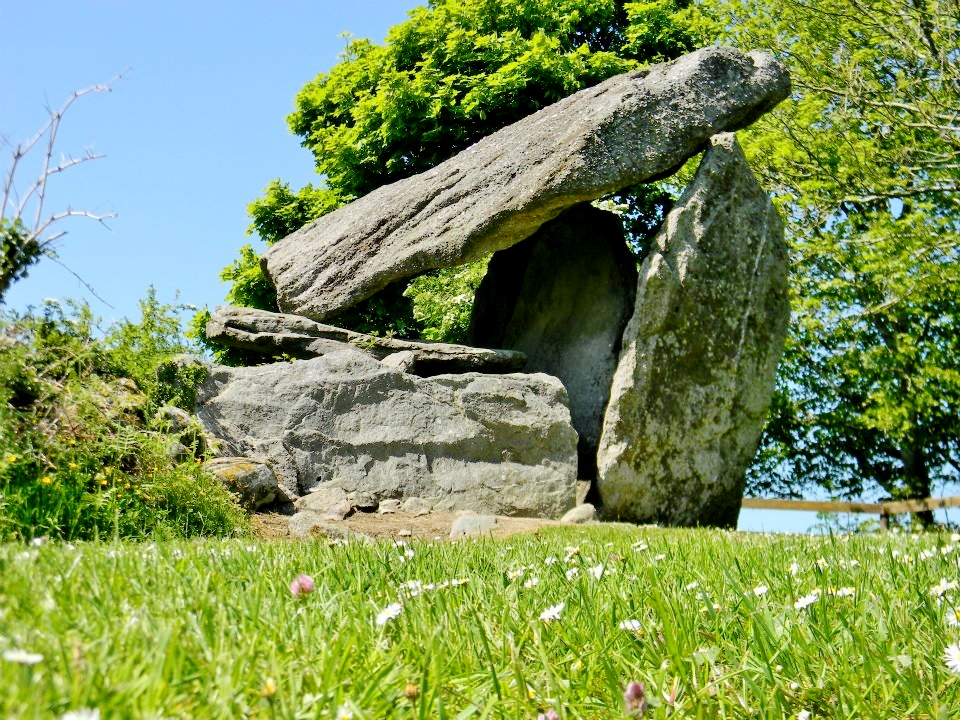
Kilmogue
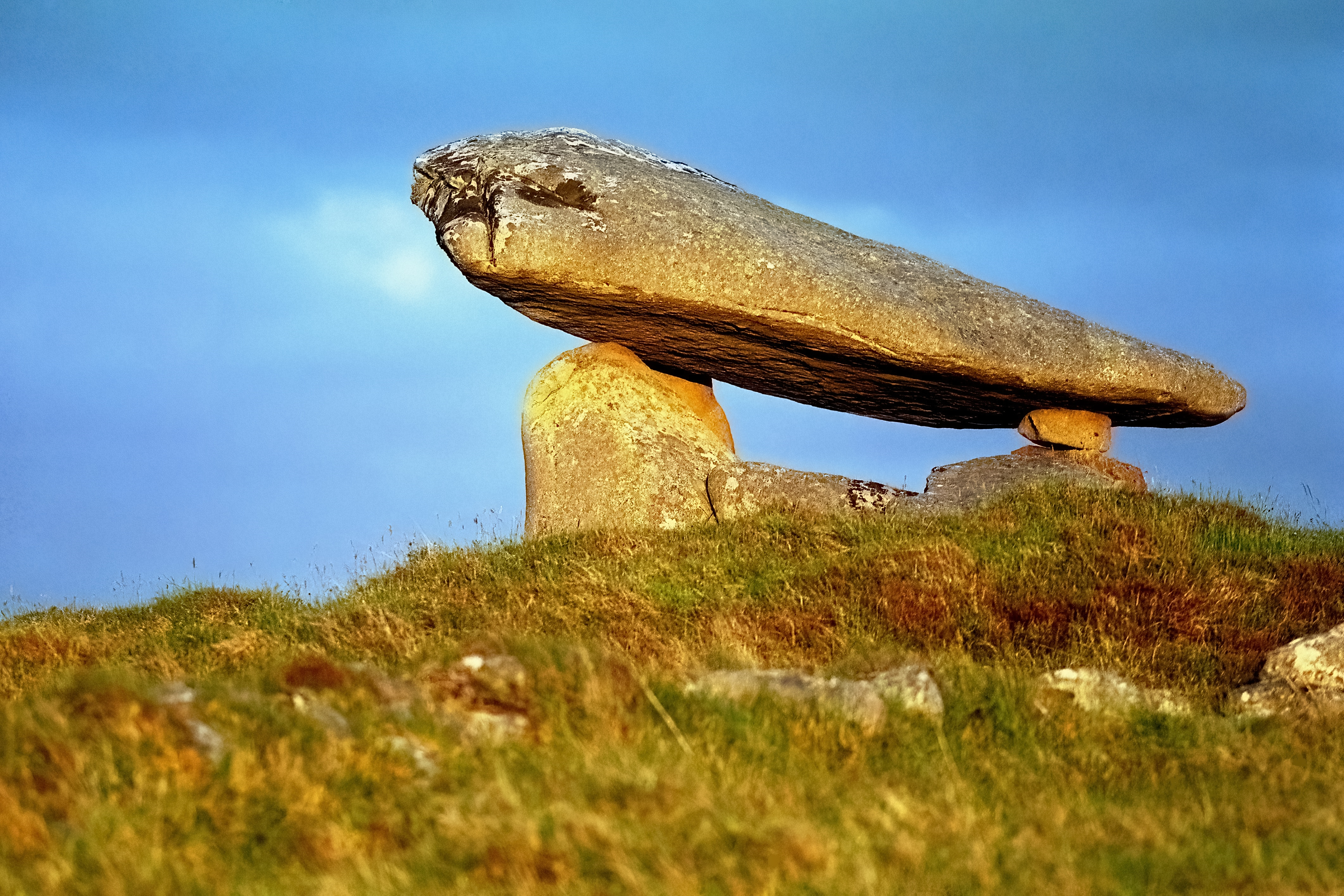
Kilclooney More 1 mit typischem überdimensionalen Deckstein
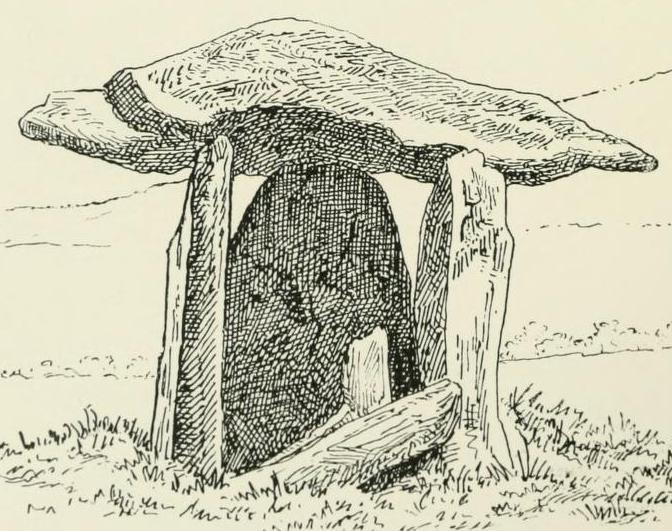
Portal Tomb von Bree
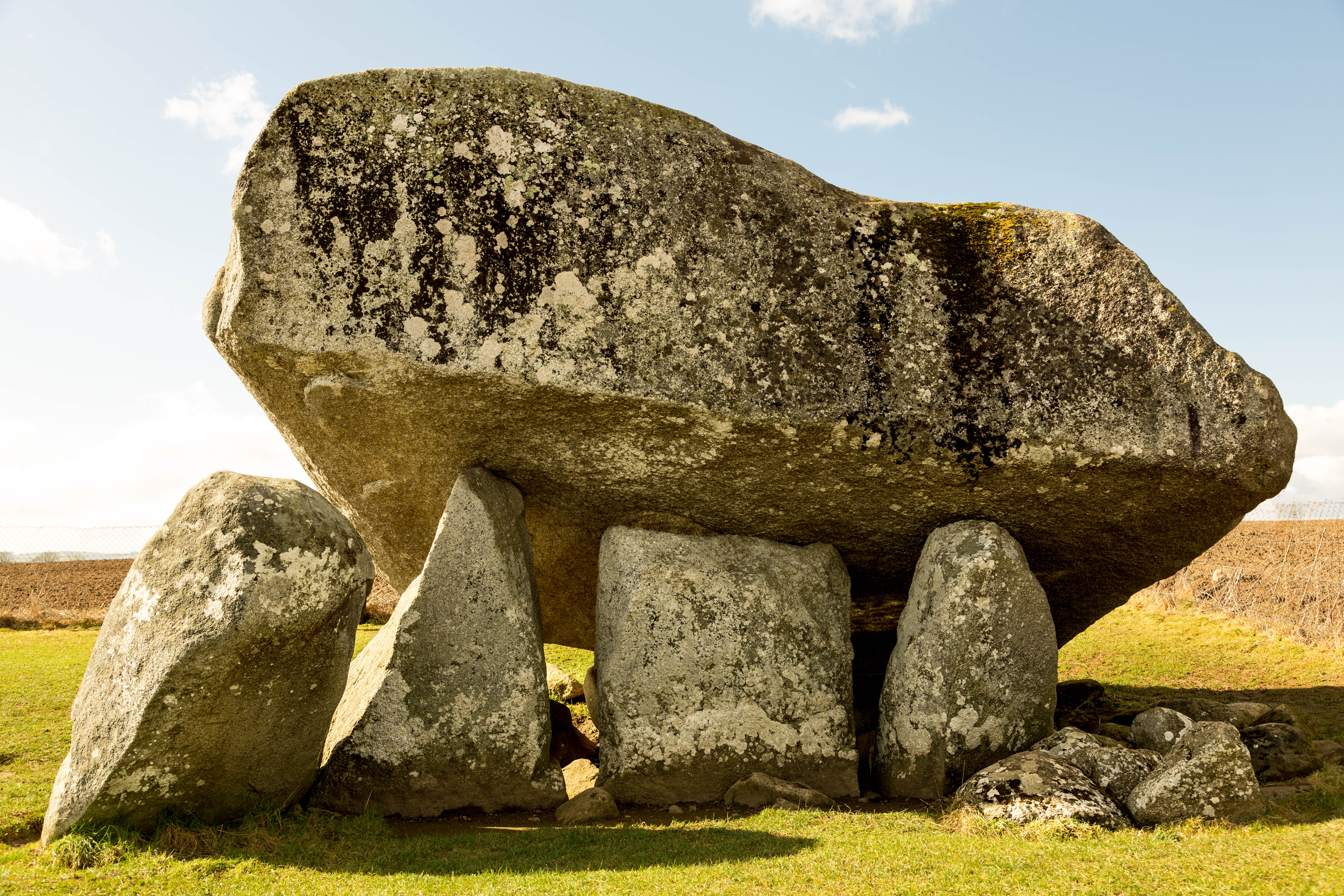
Brownshill
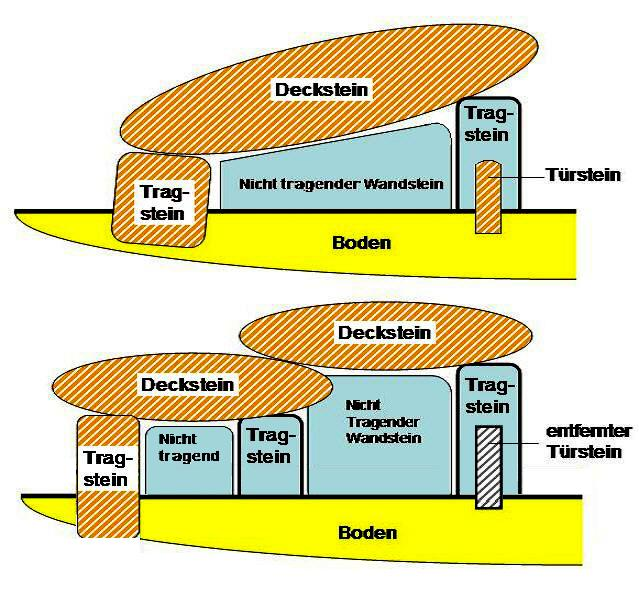
Beide Portaltombarten – Schema
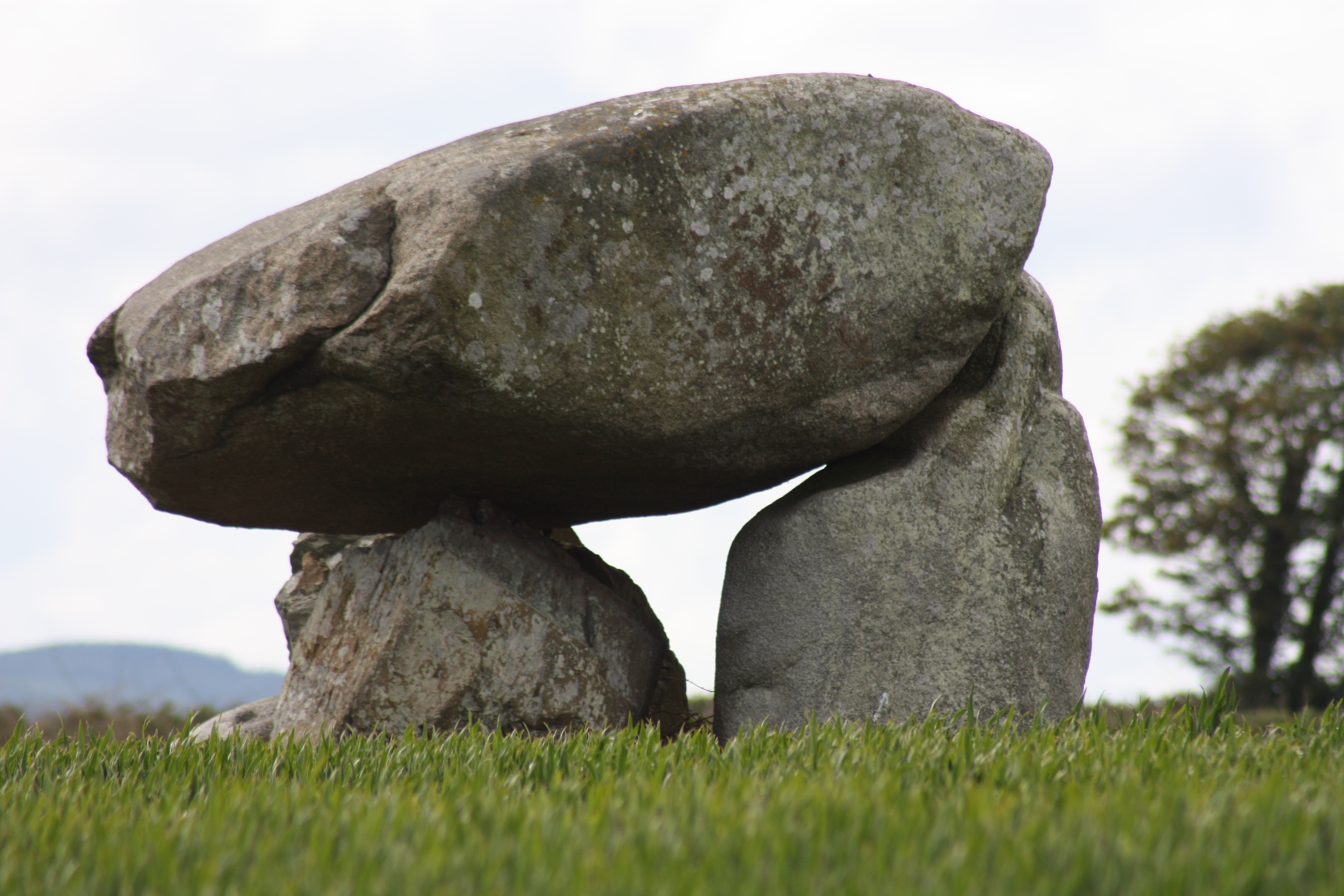
Slidderyford Dolmen
Tripoddolmen
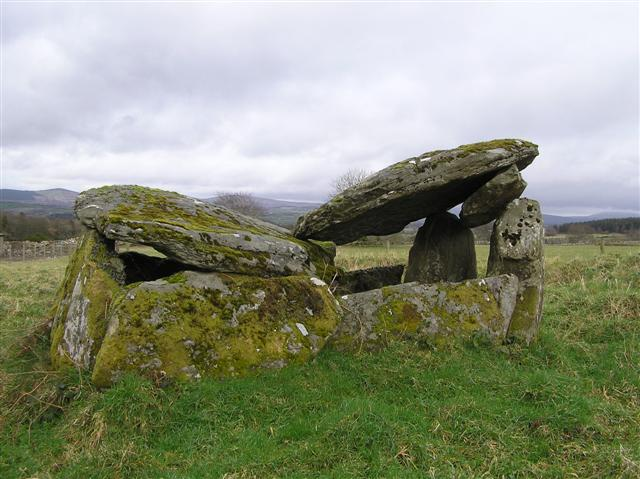
Doppeltomb Ballyrenan

## Beschreibung
Die Portalsteine können bis zu 3,7 m hoch sein. Verbindet sich diese Höhe mit einem dicken Deckstein, kann die Anlage (wie Goward im County Down in Nordirland oder Kilmogue im County Kilkenny) über fünf Meter hoch aufragen. Meist ruht auf den Portalsteinen und dem oder den niedrigeren hinteren Orthostaten ein einzelner, großer, um etwa 20° nach hinten geneigter Deckstein. Mitunter kommen zwei vor, die eine gestufte Decke bilden (z. B. Aughnacliff, Haroldstown Dolmen, Kempe Stones, Knockeen und Kilmogue). Ganz selten haben alle (drei oder mehr) Tragsteine die gleiche Höhe und die charakteristische Neigung der Oberseite wird vom Eselsrücken-Profil des Decksteins gebildet. Seitensteine befinden sich manchmal auf der einen oder zu beiden Seiten, zwischen den Portal- und Endsteinen. Bei Ahaglaslin (County Cork) gibt es kleine Steine auf jeder Seite, die einen trichterförmigen Zugang bilden. Eine halbmondförmige Setzung niedriger Steine wurde bei Ticloy im County Antrim gefunden, das jedoch eine untypische Anlage ist.
Das Portal Tomb kommt fast immer als einzelnes Objekt vor. Es gibt jedoch Beispiele, wo sich zwei Anlagen im gemeinsamen Langhügel fanden. In Ballyvennaght (County Antrim) befindet sich eine Kammer an jedem Ende eines langen Steinhügels. In Ballyrenan (County Tyrone) stehen zwei Dolmen gegenläufig und zusammengebaut in einem langen Steinhügel, während in Kilclooney More 1 (County Donegal) innerhalb desselben Hügels, in der Nähe eines massiven Beispiels, eine Miniaturanlage steht. In Malin More im County Donegal liegen vier in etwa gleichmäßig verteilte Miniaturdolmen zwischen zwei etwa 90 m voneinander entfernt gelegenen großen Dolmen rechtwinklig zur Achse des abgetragenen Hügels und der großen Anlagen. Dort wie in Melkagh im County Longford sehen die kleinen Exemplare wie Tochteranlagen der großen aus.

### Die Hügel
Es gibt keine Spur von Steinhügeln oder Hügeln bei der großen Mehrheit der erhaltenen Portalgräber. 26 Beispiele für lange Cairns sind aufgezeichnet, aber nur wenige davon sind ausgegraben. Lediglich Reste von Hügeln sind in etwa zwei Dutzend (von etwa 160) Fällen zu erkennen. Die Steinhügel (Cairns) ähneln denen der Court Tombs, scheinen jedoch etwas schmaler gewesen zu sein und sich am Ende weniger verjüngt zu haben. In Ballykeel (County Armagh) wurden Belege für ein umlaufendes Trockenmauerwerk gefunden. In einigen Fällen sind vage Spuren runder Steinhügel bemerkt worden. Die Dolmen liegen normalerweise am Ende der Langhügel. Es gibt bei Ticloy im County Antrim und Goward im County Down Hinweise auf einen flachen konkaven Hof und bei Tirnoney im County Londonderry auf eine Fassade zu einer oder zu beiden Seiten des Portals.

## Tripod-Dolmen und Quoits
Portal Tombs kommen (auch als so genannte Tripod-Dolmen) sowohl im Osten Irlands (Legananny im County Down, Proleek im County Louth), als auch in Cornwall und Wales vor. (Bosporthennis Quoit, Carreg Coetan Arthur oder Pentre Ifan). In Cornwall und Wales wird diese Art Megalithanlage Quoit genannt. Der bekannteste ist der Lanyon Quoit. Sie wurden zunächst als spezielle Gruppe behandelt, sind jedoch Portal Tombs, die ihrer restlichen Steine beraubt wurden.

## Verbreitung außerhalb Irlands
Portal Tombs kommen auch in Cornwall und Wales (Portal Tomb von Gist Cerrig) vor. Ihre Kammern sind verhältnismäßig klein, da viele mit sehr massiven Blöcken gebaut sind.

## Herkunft, Affinitäten und Datierung
Seit langem bekannt sind die Affinitäten zwischen Portal- und Court Tombs in Bezug auf Steinhügelform, Lage, Morphologie, Orientierung, Grabbeigaben und Verbreitung. Mehrere Archäologen haben argumentiert, dass sich Portal Tombs, wahrscheinlich im mittleren Bereich von Ulster, aus Court Tombs entwickelt haben. Insbesondere wegen der Ähnlichkeit zwischen den Nebenkammern der Court Tombs in diesem Bereich und den Portal Tombs. Andere haben anempfohlen, dass Portal Tombs älter sind als die Court Tombs. Portal Tombs wurden mit der Zeit aufwendiger und entwickelten sich zu letzteren.
Die einzigen brauchbaren Radiokarbondaten liegen zwischen 3800 und 3200 v. Chr. und stammen von Poulnabrone im County Clare. Sie deuten darauf hin, dass Poulnabrone älter ist als die überaus zahlreichen Wedge Tombs des Burren. Das kann auch davon abgeleitet werden, dass die Verwitterungsspuren (kaminitzas oder solution pans) auf dem Deckstein tiefer sind als jene auf den Decksteinen der Wedge Tombs. Nach Emma Plunkett-Dillon (1983) sind irische Portal Tombs als Teil einer größeren Gruppe zu sehen, zu der auch die etwa 50 im Westen von England und Wales gehören. Viele dieser Portal Tombs haben die langen, auf dem Kontinent üblichen Cairns, und einige haben den für die Court Tombs bedeutsamen Court.
Eine hilfreichere Herangehensweise an die Entwicklung der irischen Portal Tombs scheint darin zu bestehen, dass sie eine Verwandtschaft mit den Court Tombs haben (das ist lt. Shee Twohig die größere Familie).

## Zeitstellung
Lange galten Portalgräber als eine späte beziehungsweise die letzte Form der Megalithanlage. Heute gilt diese Ansicht aufgrund der Forschungen von Frances Lynch (1976) in Wales als überholt.

## Ausgrabungen
Der Poulnabrone-Dolmen im County Clare wurde 1986 bis 1988 restauriert. In diesem Zusammenhang wurden auch umfangreiche Ausgrabungen durchgeführt. Die dabei aufgefundenen Bestattungen bestanden aus 16 bis 22 Erwachsenen und sechs Jugendlichen. Die Knochen wurden im dekarniertem Zustand niedergelegt. Nur ein Erwachsener war älter als 40 Jahre, die Mehrheit war unter 30, als sie starb. Die Grabbeigaben bestanden aus einer Mischung von Werkzeugen und Zierrat. Eine geschliffene Steinaxt, zwei Scheibenperlen, ein perforierter Knochenanhänger, ein Teil einer Knochennadel, zwei Quarzkristalle, Feuerstein und mehr als 60 Scherben rauer Töpferware wurden geborgen.
Eine deutlich andere Mischung der Grabbeigaben stammt von Ballykeel im County Armagh in Nordirland, wo Collins eine Menge zerscherbter Töpferware, aber nur wenig Feuerstein fand. Die Töpferwaren umfasste feine neolithische Ware, die wahrscheinlich aus der ersten Phase der Anlage stammt. Der größte Teil wurde außerhalb der Kammer gefunden, darunter drei verzierte Schüsseln mit kennzeichnendem Profil. Von fast sechs Kilogramm rauer Töpferwaren glaubt der Ausgräber, dass sie vor und während der Nutzung der Anlage verwendet wurde, da sie auch gemeinsam mit der verzierten Töpferware in der Anlage gefunden wurde.
Über Funde wird von etwa 20 Anlagen berichtet, aber außer in Ballykeel wurden nur kleine Mengen Töpferware gefunden. Pfeilspitzen in Blattform wurden an vier Anlagen, Hohlschaber an drei und Schaber verschiedener Typen insbesondere in Ballykeel gefunden. An einigen Anlagen wurden Steinperlen gefunden. Eine kleine Axt oder ein Dechsel von der Flintmine Tievebulliagh wurde in Drumanone im County Roscommon gefunden.

## Namensparallelen
Ewald Schuldt hat in Mecklenburg unter den Ganggräbern einige Anlagen ohne Gang gefunden, die er hilfsweise „Portalgräber“ nannte, was jedoch mit den Portal Tombs der Britischen Inseln kollidiert, die von gänzlich anderer Bauart sind.